# Ausejo
Ausejo – gmina w Hiszpanii, w prowincji La Rioja, w La Rioja, o powierzchni 56,58 km². W 2011 roku gmina liczyła 1106 mieszkańców.